# 악셀리 갈렌칼렐라

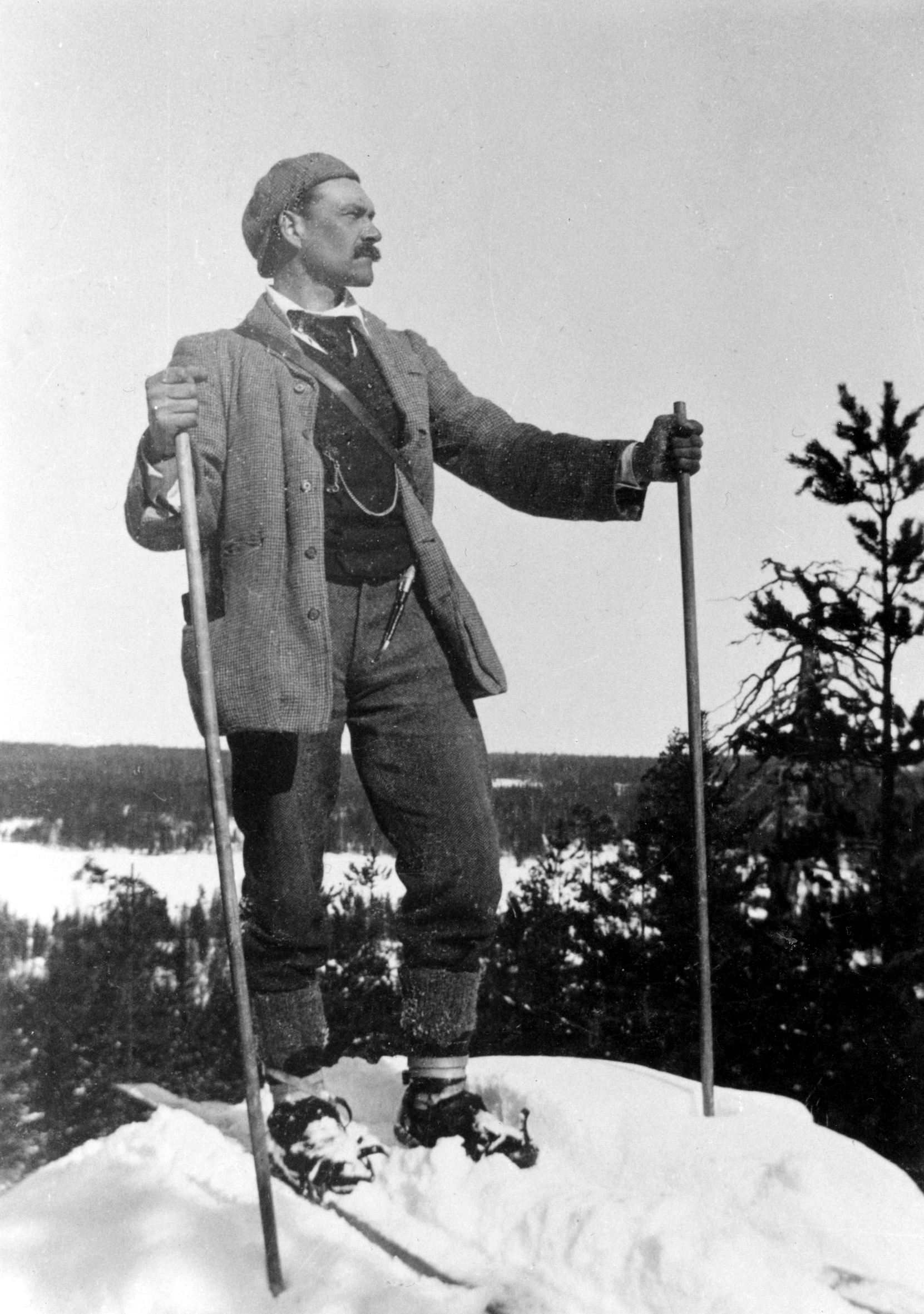

악셀리 갈렌칼렐라(Akseli Gallen-Kallela: 1865년 4월 26일-1931년 3월 7일)는 핀란드 역사에서 가장 중요한 화가다. 민중들을 묘사한 사실주의 화풍으로 경력을 시작했고 이후 칼레발라의 신화적 주제로 관심사를 옮겨갔다. 1890년대에 상징주의와 사실주의 양면에서 모두 상당한 작품을 남겼다.